# تگودر (پسر جغتای)
تگودر (انگلیسی: Teguder؛ زادهٔ) خان خانات جغتای امپراتوری مغول قرن سیزدهم، نوه جغتای از طریق پسرش موچی یبه بود.